# خزشراه

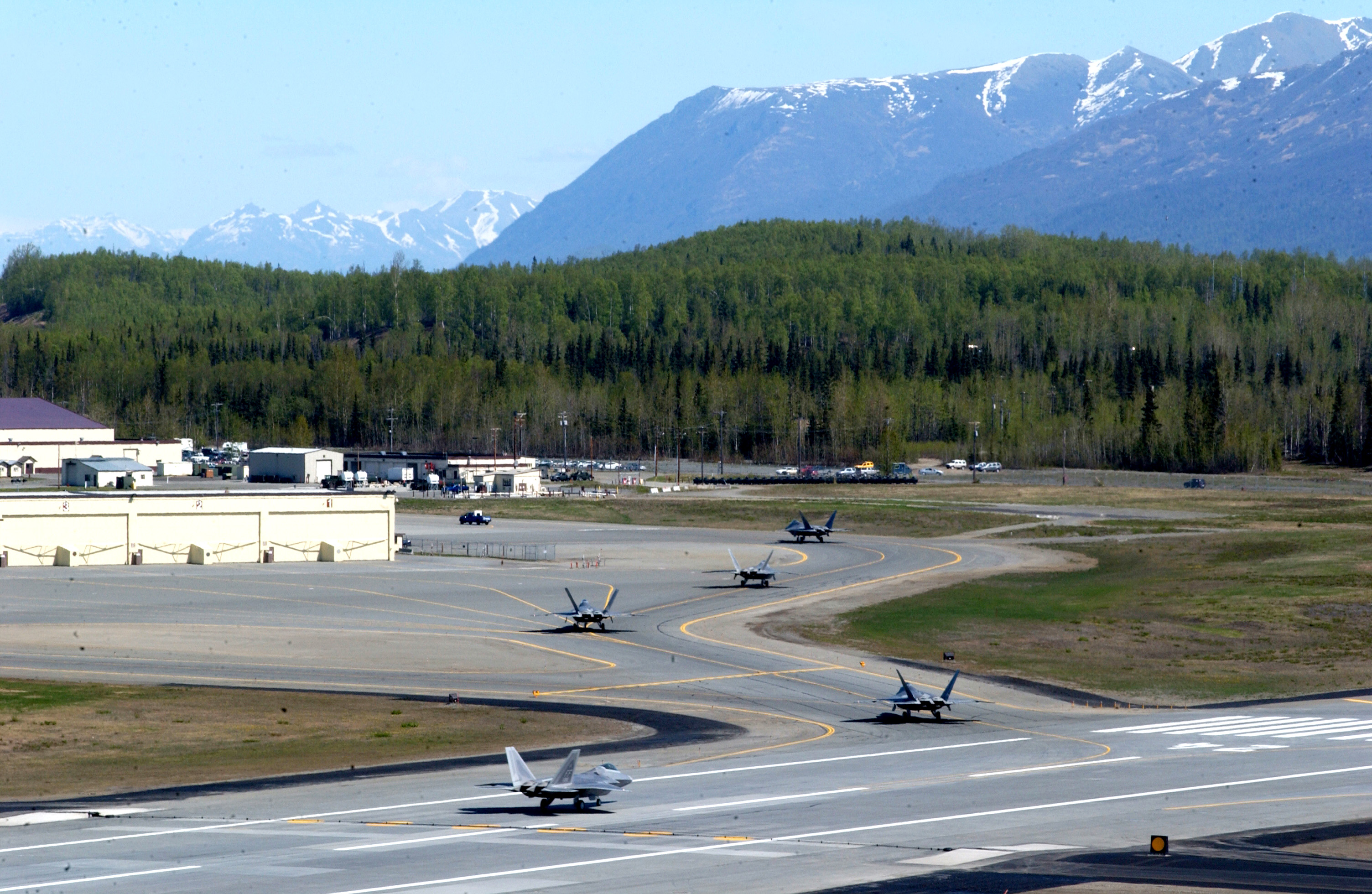
اف-۲۲ رپتور در حال تاکسی کردن در پایگاه هوایی المندورف در آلاسکا، ایالات متحدهٔ آمریکا

خَزِشْراه یا تاکسی‌وی (به انگلیسی: Taxiway)، مسیری در فرودگاه است که باند فرودگاه را با رمپها، آشیانه‌ها، ترمینال‌ها و دیگر امکانات فرودگاه متصل می‌سازد. بیشتر تاکسی وی‌ها دارای سطح سختی چون آسفالت یا بتون هستند، ولی در برخی از فرودگاه‌های کوچک، سطوح شنی یا چمن نیز به کار گرفته می‌شود.
بیشتر فرودگاه‌ها محدودیت سرعت مشخصی برای تاکسی کردن ندارند (گرچه برخی دارند). قاعدهٔ کلی بر اساس ایمنی و موانع موجود تعیین می‌شود. ممکن است شرکت‌های هواپیمایی و سازندگان هواپیما محدودیت‌هایی تعیین کرده باشند. سرعت معمول تاکسی کردن حدود ۲۰ تا ۳۰ گره (۳۷ تا ۵۶ کیلومتر بر ساعت؛ ۲۳ تا ۳۵ مایل بر ساعت) است.